# بیگ جان استاد
بیگ جان استاد (انگلیسی: Big John Studd; ۱۹ فوریهٔ ۱۹۴۸ – ۲۰ مارس ۱۹۹۵) بازیگر تلویزیون، بازیگر سینما و کشتی‌گیر کشتی حرفه‌ای اهل ایالات متحده آمریکا بود.
از فیلم‌ها یا برنامه‌های تلویزیونی که وی در آن نقش داشته‌است می‌توان به مرد در شرف ازدواج اشاره کرد.
وی همچنین برندهٔ جوایزی همچون تالار شهرت دبلیو دبلیو ای شده‌است.